# Déjà Vu (Giorgio-Moroder-Album)
Déjà Vu (stilisiert als Deja-Vu) ist das vierzehnte Studioalbum des italienischen DJ Giorgio Moroder, sein erstes Album nach einer 23-jährigen Pause seit Forever Dancing (1992). Es wurde am 12. Juni 2015 veröffentlicht und bietet Kooperationen mit: Britney Spears, Kylie Minogue, Sia, Charli XCX, Mikky Ekko, Foxes und Matthew Koma. Am 20. Januar 2015 wurde die Zusammenarbeit mit Kylie Minogue "Right Here, Right Now" zusammen mit einem Video-Teaser offiziell veröffentlicht.

## Titelliste
| Nr.             | Titel                                           | Autoren | Produzenten                                         | Länge |
| --------------- | ----------------------------------------------- | --- | --------------------------------------------------- | ----- |
| 1.              | 4 U with Love                                   | - Moroder                                                                                                  | - Moroder                                           | 2:36  |
| 2.              | Déjà Vu (featuring Sia)                         | - Moroder - Sia Furler                                                                                     | - Moroder - Michael "Smidi" Smith                   | 3:20  |
| 3.              | Diamonds (featuring Charli XCX)                 | - Charlotte Emma Aitchison - Joakim Åhlund                                                                 | - Moroder - Åhlund                                  | 3:31  |
| 4.              | Don’t Let Go (featuring Mikky Ekko)             | - Ekko - Fraser T Smith                                                                                    | - Moroder - Patrick Jordan-Patrikios                | 4:29  |
| 5.              | Right Here, Right Now (featuring Kylie Minogue) | - Moroder - Jordan-Patrikios - Karen Poole - David Etherington                                             | - Moroder - Roman Lüth - Jordan-Patrikios           | 3:30  |
| 6.              | Tempted (featuring Matthew Koma)                | - Moroder - Koma - Raney Shockne - Jordan-Patrikios - Scribz Riley - Jean-Yves "Jeeve" Ducornet - Dan Book | - Moroder - Shockne - Jeeve                         | 3:21  |
| 7.              | 74 Is the New 24                                | - Moroder                                                                                                  | - Moroder - Lüth                                    | 4:02  |
| 8.              | Tom’s Diner (featuring Britney Spears)          | - Suzanne Vega                                                                                             | - Shockne - Jeeve - Jordan-Patrikios - Emily Wright | 3:32  |
| 9.              | Wildstar (featuring Foxes)                      | - Moroder - Louisa Rose Allen - Joel Pott - Raney Shockne - Ducornet - Jordan-Patrikios                    | - Shockne - Jeeve                                   | 3:47  |
| 10.             | Back and Forth (featuring Kelis)                | - Moroder - Kelis Rogers                                                                                   | - Moroder                                           | 3:04  |
| 11.             | I Do This for You (featuring Marlene)           | - Moroder - Marlene Strand - Elof Loelv - Oskar Sikow - Victor Holmberg                                    | - Moroder - Sikow                                   | 3:23  |
| 12.             | La Disco                                        | - Moroder                                                                                                  | - Moroder                                           | 3:33  |
| Gesamtlaufzeit: | Gesamtlaufzeit:                                 | Gesamtlaufzeit:                                                                                            | Gesamtlaufzeit:                                     | 42:08 |

## Chartplatzierungen
| ChartsChartplatzierungen       | Höchstplatzierung | Wochen |
| ------------------------------ | ----------------- | ------ |
| Deutschland (GfK)              | 31 (1 Wo.)        | 1      |
| Italien (FIMI)                 | 18 (7 Wo.)        | 7      |
| Österreich (Ö3)                | 72 (1 Wo.)        | 1      |
| Schweiz (IFPI)                 | 22 (1 Wo.)        | 1      |
| Vereinigte Staaten (Billboard) | 72 (1 Wo.)        | 1      |
| Vereinigtes Königreich (OCC)   | 30 (1 Wo.)        | 1      |